# كهف جاجتان
كهف جاجتان (بالألبانية: Shpella e Gajtani) هو كهف يقع بالقرب من مدينة جيتان في ألبانيا.